# L'Etbaye

L'Etbaye ou Pays habité par les arabes Bichariehs : Géographie, ethnologie, mines d'or est un récit d'exploration écrit par Louis Maurice Adolphe Linant de Bellefonds et publié en 1868.
Linant de Bellefonds, chargé par le pouvoir ottoman-égyptien de dresser un état des lieux des anciennes mines d'or des pharaons et des possibilités futures d'une exploitation minière prépare deux expéditions successives, après les avoir mûrement préparées par le choix d'une caravane et par les relations qu'il tisse avec les administrateurs et chefs locaux. 
La première expédition part du Nil au Nord de la 2e cataracte et coupe à travers le désert montagneux jusqu'au point le plus septentrional de la boucle du Nil. L'expédition rebrousse alors chemin.
La deuxième expédition part d'Assouan et se dirige vers le Sud-est jusqu'à la mer rouge, dans le désert de Nubie.
Les observations de Linant de Bellefonds portent sur la composition rocheuse des déserts, les coutumes et anecdotes sur les Arabes Bichariehs et Ababdehs qu'il rencontre ou côtoie, et sur les restes antiques, pharaoniques et romains, qu'il rencontre sur les anciens lieux d'exploitation des mines.

## Éditions
- L'Etbaye ou pays habité par les arabes Bichariehs : Géographie, ethnologie, mines d'or, Paris, Arthus-Bertrand, 1868
- Réédition augmentée sous le titre Voyage aux mines d'or du pharaon, Éditions Fata Morgana, 2002